# Mirador (Paraná)
Pour les articles homonymes, voir Mirador.
Mirador est une municipalité brésilienne de la microrégion de Paranavaí dans l'État du Paraná.
Son nom est dû à la surélévation du terrain sur lequel elle est située
.